# Covenant
Covenant (с англ. — «Завет») — шведская музыкальная группа, один из основоположников электронно-индастриального направления futurepop. Образована в 1986 году.

## Состав

### Текущие участники
- Eskil Simonsson — вокалист, основной композитор, лирика, звукорежиссура, звукозапись, клавишные;
- Joakim Montelius — основная лирика, композитор, клавишные, звукорежиссура, звукозапись, бэк-вокал (на данное время работает только в студии);
- Daniel Jonasson — синтезатор. Выступает с группой на концертах с 2012 года (участник группы Dupont);

### Бывшие участники
- Clas Nachmanson — звукорежиссура, звукозапись, синтезаторы, бэк-вокал (покинул группу в 2007 году).
- Daniel Myer (Haujobb) — компьютер, ударные, бэк-вокал (2007-2012)
- Andreas Catjar — концертный участник с 2013 года (умер в 2024 году);

## Дискография

### Альбомы
- 1994 — Dreams of a cryotank
- 1995 — Dreams of a cryotank (переиздание)
- 1996 — Sequencer
- 1996 — Sequencer (переиздание)
- 1998 — Europa
- 2000 — United States of mind
- 2000 — Synergy (концертный)
- 2002 — Northern Light
- 2006 — Skyshaper
- 2007 — In Transit (концертный)
- 2011 — Modern Ruin
- 2013 — Leaving Babylon
- 2016 — The Blinding Dark

### Синглы, EP
- 1995 — Figurehead (сингл)
- 1996 — Stalker (сингл)
- 1996 — Sequencer (Beta)
- 1997 — Theremin E.P.
- 1998 — Final Man (сингл)
- 1998 — Euro E.P.
- 1999 — Tour de force (сингл)
- 2000 — Dead Stars (сингл)
- 2000 — Der Leiermann (сингл)
- 2002 — Call The Ships To Port (сингл)
- 2003 — Bullet (сингл)
- 2006 — Brave New World (сингл)
- 2006 — Ritual Noise (сингл)
- 2010 — Lightbringer (сингл)
- 2013 — Last Dance E.P.

### Винил
- 2012 - Dreams of Cryotank
- 2013 - Last Dance EP 7'
- 2015 - Europa